# Río Jesús María
Río Jesús María är ett vattendrag i Costa Rica. Det ligger i den västra delen av landet, 70 km väster om huvudstaden San José.